# 1985 في بولندا
فيما يلي قوائم الأحداث التي وقعت خلال عام 1985 في بولندا.

## سياسة

### انتهاء فترة المنصب
- 6 نوفمبر – فويتشخ ياروزلسكي رئيس مجلس وزراء بولندا.

## مواليد

### يناير
- 3 يناير – ماتيوش بارتل لاعب شطرنج بولندي.
- 10 يناير – كونيوسانيك كاتارزينا لاعبة كرة يد بولندية.

### فبراير
- 5 فبراير – ماسيج لامب لاعب كرة سلة بولندي.
- 19 فبراير – سوافومير بيشكو لاعب كرة قدم بولندي.

### مارس
- 7 مارس – ماسيج بودنار درّاج طريق بولندي.

### أبريل
- 18 أبريل – لوكاس فابيانسكي لاعب كرة قدم بولندي.
- 20 أبريل – كامل شناس لاعب كرة سلة بولندي.
- 20 أبريل – ميكال كوسيوسكو سائق رالي بولندي.

### مايو
- 27 مايو – إيزابيلا برودزينيكا لاعبة كرة يد بولندية.

### يونيو
- 3 يونيو – ووكاش بيشتشيك لاعب كرة قدم بولندي.
- 4 يونيو – لوكاس بودولسكي لاعب كرة قدم ألماني.

### يوليو
- 1 يوليو – بول كازماريك لاعب كرة قدم بولندي.
- 21 يوليو – يوليا ميتشالسكا مُجدّفة بولندية.

### أغسطس
- 8 أغسطس – أنيتا ولدريزتش منافِسة أوليمبية بولندية.
- 20 أغسطس – أندريه رويسكي لاعب كرة يد بولندي.

### سبتمبر
- 7 سبتمبر – بارتومي تومشاك لاعب كرة يد بولندي.
- 8 سبتمبر – توماس جودلوويش لاعب كرة قدم بولندي.
- 10 سبتمبر – أنيسكا جوتشيميك لاعبة كرة يد بولندية.

### أكتوبر
- 9 أكتوبر – لوكاس سينكيفيتش لاعب كرة قدم ألماني.

### ديسمبر
- 1 ديسمبر – أليسيا روزولوسكا لاعبة كرة مضرب بولندية.
- 14 ديسمبر – ياكوب بواشتشيكوفسكي لاعب كرة قدم بولندي.

## وفيات

### يناير
- 1 يناير – بيسا بار-أدون (مواليد 1907)
- 18 يناير – مردخاي بنتوف (مواليد 1900) سياسي إسرائيلي.